# Moonrise Kingdom

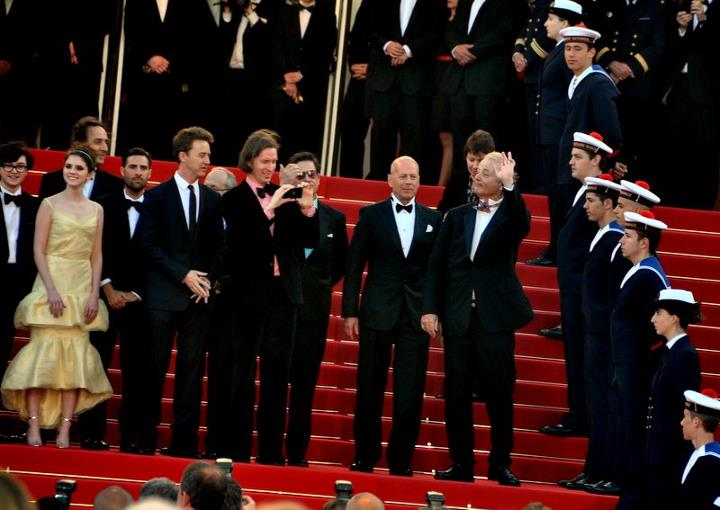
Elenco do FIlme no Festival de Cannes 2012

Moonrise Kingdom (mesmo título em Portugal e no Brasil) é um filme estadunidense lançado em 2012, do gênero comédia, dirigido por Wes Anderson e roteirizado por Anderson e Roman Coppola. A filmagem foi feita em Rhode Island, de abril a junho de 2011.
Enquanto se preparava para o roteiro do filme, o diretor Wes Anderson assistiu a filmes como Black Jack, Small Change, A Little Romance e Melody para se inspirar.
O filme foi aclamado pela crítica, tendo recebido indicações ao Óscar, ao Globo de Ouro e à Palma de Ouro.

## Elenco
- Jared Gilman como Sam Shakusky
- Kara Hayward como Suzy Bishop
- Bruce Willis como Capitão Sharp
- Edward Norton como Escoteiro Mestre Randy Ward
- Bill Murray como Walt Bishop
- Frances McDormand como Laura Bishop
- Tilda Swinton como Serviço Social
- Jason Schwartzman como Primo Ben
- Harvey Keitel como Comandante Pierce
- Bob Balaban como Narrador
- Seamus Davey-Fitzpatrick como Roosevelt

## Recepção da crítica
No site agregador de críticas Rotten Tomatoes, 93% das 270 resenhas dos críticos são positivas, com uma classificação média de 8,2/10. O consenso do site diz: "Caloroso, caprichoso e comovente, Moonrise Kingdom, imaculadamente enquadrado e lindamente atuado, apresenta o diretor e roteirista Wes Anderson em seu melhor idiossincrático." O Metacritic, que usa uma média ponderada, atribuiu ao filme uma pontuação de 84 em 100, baseado em 43 críticos, indicando "aclamação universal".